# Jorge Manuel Theotocópuli
Jorge Manuel Theotocópuli (Toledo, 1578 - 1631), pintor i arquitecte espanyol, pel que sembla va ser l'únic fill natural del conegut pintor Domenikos Theotocópoulos, «El Greco». Va aprendre l'ofici de pintor treballant al taller del seu pare, car a partir de 1603 es documenta la seva participació en l'encàrrec patern dels retaules d'Illescas. Poc més tard, el 1607, va començar a elaborar treballs independents, com el retaule de Titulcia, on, si bé segueix el manierisme del seu progenitor, comença a distingir-se un estil personal, encara que la seva qualitat com a pintor va ser sempre notablement inferior a la del gran mestre cretenc.
Després de la mort del seu pare, el 1614, Jorge Manuel va enfocar els seus interessos cap a l'arquitectura, on va seguir l'escola herreriana al costat de Nicolás de Vergara el Mozo i Juan Bautista Monegro. Entre 1612 i 1618 participa en la finalització de la construcció de l'Ajuntament de Toledo. Més tard, el 1625 va obtenir el càrrec de mestre major escultor i arquitecte de la Catedral de Toledo, on va treballar en la construcció de la capella anomenada «del Ochavo» i en la cúpula de la capella mossàrab d'Enrique Egas. Casat en dues ocasions, va acabar arruïnat a causa d'un litigi amb l'Hospital Tavera, pel qual li van embargar els béns.